# 卢维耶
卢维耶（法語：Louviers，法語發音：[luvje]），法国西北部城市，诺曼底大区厄尔省的一个市镇，隶属于莱桑德利区，其市镇面积为27.06平方公里，2022年1月1日时人口数量为18,347人，是该省人口第三多的市镇，在法国城市中排名第503位。
卢维耶位于厄尔省北部，厄尔河畔，是一个区域性的中心城市，历史上曾因同名宗教附身事件而闻名，法国作曲家莫里斯·迪吕弗莱出生于此地，法国政治家皮埃尔·孟戴斯-弗朗斯曾于1953至1958年间担任卢维耶市长职务。

## 地名来源
根据法国历史学家阿尔贝·多扎和夏尔·罗斯坦的论述，“卢维耶”一名来源于拉丁语，意为“狼出没之地”。但民间亦有其它说法，因为在法语地名中，以结尾的名称常与河流有关。

## 历史

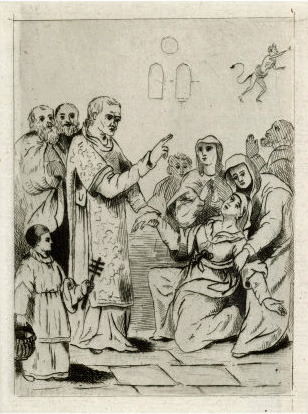
卢维耶附身案绘画

卢维耶的早期历史尚不清楚。中世纪中期，诺曼底公爵将此地埃夫勒圣托兰修道院。百年战争时期，卢维耶所在的厄尔河谷成为连接英吉利海峡和博斯之间重要的关塞，当地建有大型军事城墙。中世纪末期，当地商业有所发展，17世纪受到黑死病疫情影响而衰落。1643至1647年，卢维耶的圣路易-圣伊丽莎白修道会多次发生宗教附身事件，被称为卢维耶附身案。法国大革命后，卢维耶成为厄尔省的一个市镇，并成为该省的一个地区行署，后成为副省会。彼时，卢维耶因旗帜纺织而闻名，当地聚集了超过5,700名工人，被称为“旗帜之城”（Cité drapière）。第二次世界大战期间，卢维耶曾遭到纳粹德军的猛烈轰炸，市区大量建筑物被毁。1968年五月风暴期间，卢维耶发生严重冲突，彼时的卢维耶市长埃尔内·马丁曾一度带领当地民众组建自治政府。

## 地理

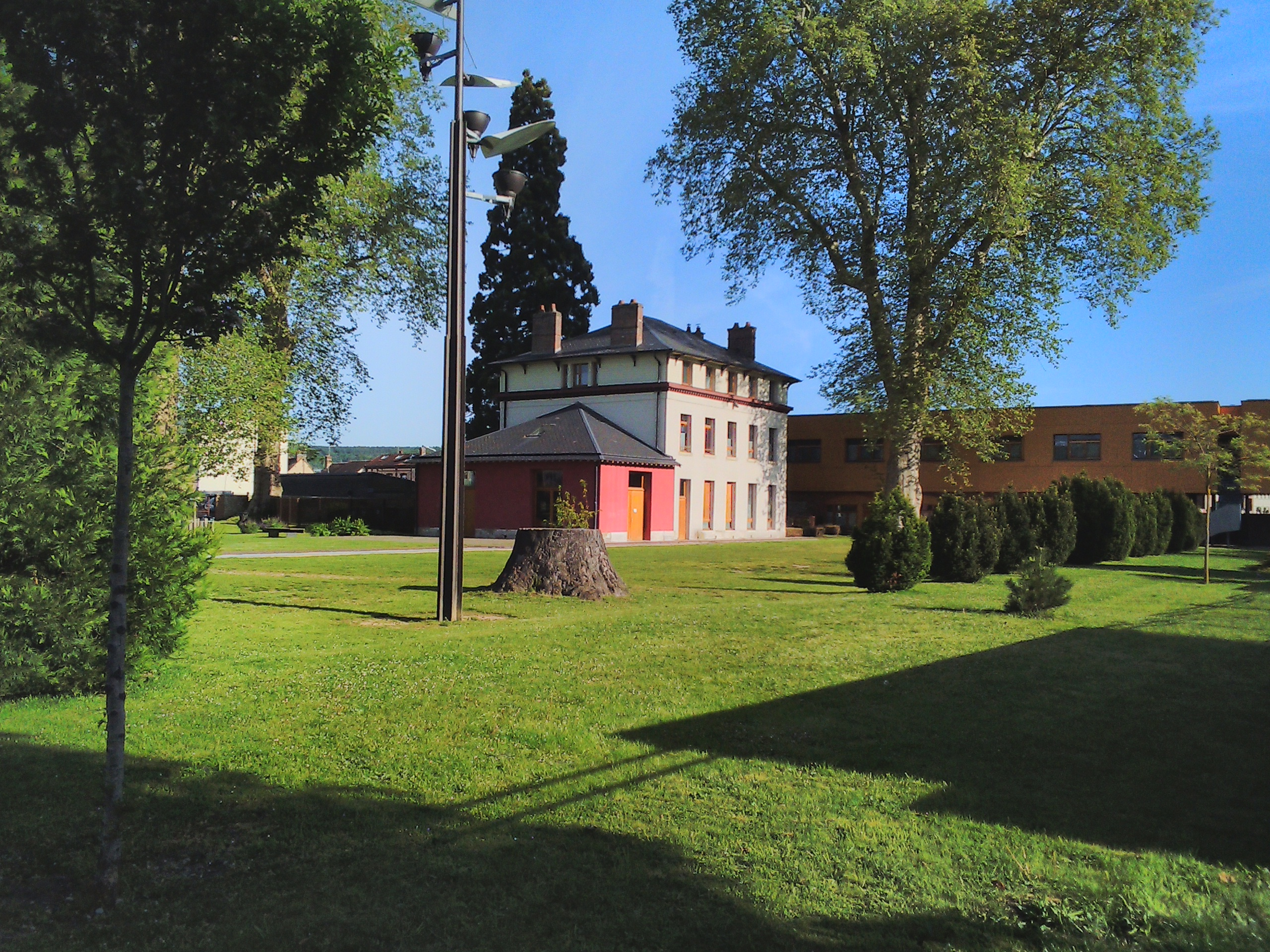
卢维耶市区的一处绿地

卢维耶位于法国西北部，诺曼底大区东部和厄尔省北部，距离省会埃夫勒大约24公里。与卢维耶接壤的市镇包括：拉艾勒孔特、安卡维尔、勒梅尼勒茹尔丹、潘泰维尔、维龙韦、叙尔维尔、圣皮埃尔迪沃夫赖、泰尔德博尔。

### 地形
卢维耶位于厄尔河谷中，境内以丘陵为主，部分区域地势起伏明显，全境海拔在11到149米之间。

### 水文
厄尔河自南向北流经境内东部，有多条人工水道流经市区，该河是塞纳河的左岸支流，后者为法国五大河流之一。

### 植被
卢维耶属于温带落叶林区，阿里斯蒂德·白里安公共花园（Jardin public Aristide Briand）是当地主要的城市公园，林地则广泛分布于厄尔河两岸以及市区西部。

### 气候
卢维耶在柯本气候分类法中属于温带海洋性气候，全年温差较小，降水分布较为均匀。
卢维耶境内设有气象站，以下为该气象站的数据（其中日照数据取自鲁昂）：
| 卢维耶1981年－2019年 | 卢维耶1981年－2019年 | 卢维耶1981年－2019年 | 卢维耶1981年－2019年 | 卢维耶1981年－2019年 | 卢维耶1981年－2019年 | 卢维耶1981年－2019年 | 卢维耶1981年－2019年 | 卢维耶1981年－2019年 | 卢维耶1981年－2019年 | 卢维耶1981年－2019年 | 卢维耶1981年－2019年 | 卢维耶1981年－2019年 | 卢维耶1981年－2019年 |
| 月份                 | 1月                  | 2月                  | 3月                  | 4月                  | 5月                  | 6月                  | 7月                  | 8月                  | 9月                  | 10月                 | 11月                 | 12月                 | 全年                 |
| -------------------- | -------------------- | -------------------- | -------------------- | -------------------- | -------------------- | -------------------- | -------------------- | -------------------- | -------------------- | -------------------- | -------------------- | -------------------- | -------------------- |
| 历史最高温 °C（°F）  | 17 (63)              | 24 (75)              | 25 (77)              | 28 (82)              | 33 (91)              | 35.8 (96.4)          | 37.2 (99.0)          | 40 (104)             | 34 (93)              | 28.8 (83.8)          | 20.6 (69.1)          | 17.3 (63.1)          | 40 (104)             |
| 平均高温 °C（°F）    | 7.8 (46.0)           | 8.7 (47.7)           | 12.6 (54.7)          | 15.6 (60.1)          | 19.5 (67.1)          | 22.7 (72.9)          | 25.1 (77.2)          | 25.1 (77.2)          | 21.5 (70.7)          | 16.6 (61.9)          | 11.1 (52.0)          | 8 (46)               | 16.2 (61.2)          |
| 日均气温 °C（°F）    | 4.6 (40.3)           | 4.9 (40.8)           | 7.9 (46.2)           | 10.1 (50.2)          | 13.9 (57.0)          | 16.9 (62.4)          | 19.2 (66.6)          | 19.1 (66.4)          | 15.9 (60.6)          | 12.1 (53.8)          | 7.4 (45.3)           | 5 (41)               | 11.4 (52.5)          |
| 平均低温 °C（°F）    | 1.5 (34.7)           | 1.1 (34.0)           | 3.2 (37.8)           | 4.5 (40.1)           | 8.4 (47.1)           | 11.2 (52.2)          | 13.2 (55.8)          | 13.2 (55.8)          | 10.3 (50.5)          | 7.5 (45.5)           | 3.7 (38.7)           | 2 (36)               | 6.7 (44.1)           |
| 历史最低温 °C（°F）  | −18.9 (−2.0)         | −13.5 (7.7)          | −9.5 (14.9)          | −4.2 (24.4)          | −2.3 (27.9)          | 1.1 (34.0)           | 3.9 (39.0)           | 2 (36)               | −0.1 (31.8)          | −5.5 (22.1)          | −9 (16)              | −12 (10)             | −18.9 (−2.0)         |
| 平均降水量 mm（）    | 66.4 (2.61)          | 52 (2.0)             | 57.9 (2.28)          | 54.5 (2.15)          | 64.5 (2.54)          | 53.4 (2.10)          | 55.5 (2.19)          | 48.2 (1.90)          | 57.7 (2.27)          | 71.7 (2.82)          | 64.9 (2.56)          | 77.1 (3.04)          | 723.8 (28.50)        |
| 月均日照時數         | 58.6                 | 74.5                 | 117.4                | 158                  | 182.8                | 202.2                | 199.2                | 191.8                | 156.1                | 107.8                | 60                   | 49.2                 | 1,557.6              |
| 来源：climat-data    |                      |                      |                      |                      |                      |                      |                      |                      |                      |                      |                      |                      |                      |

## 行政区划
卢维耶是法国诺曼底大区厄尔省的一个市镇，编号为27375。卢维耶隶属于莱桑德利区，隶属于厄尔省第四选区，管理卢维耶县，同时也是塞纳-厄尔城市圈公共社区的办公驻地。
卢维耶市镇被划为12个街区，并实行街区自治制度。
法国国家统计与经济研究所（简称）在进行数据统计时，将卢维耶单独设为卢维耶城市核心区，并将包括核心区在内的周边共44个市镇划为卢维耶城市区。同时，还将卢维耶市镇分为了10个“块区”（IRIS），以便于统计人口分布情况。

## 交通

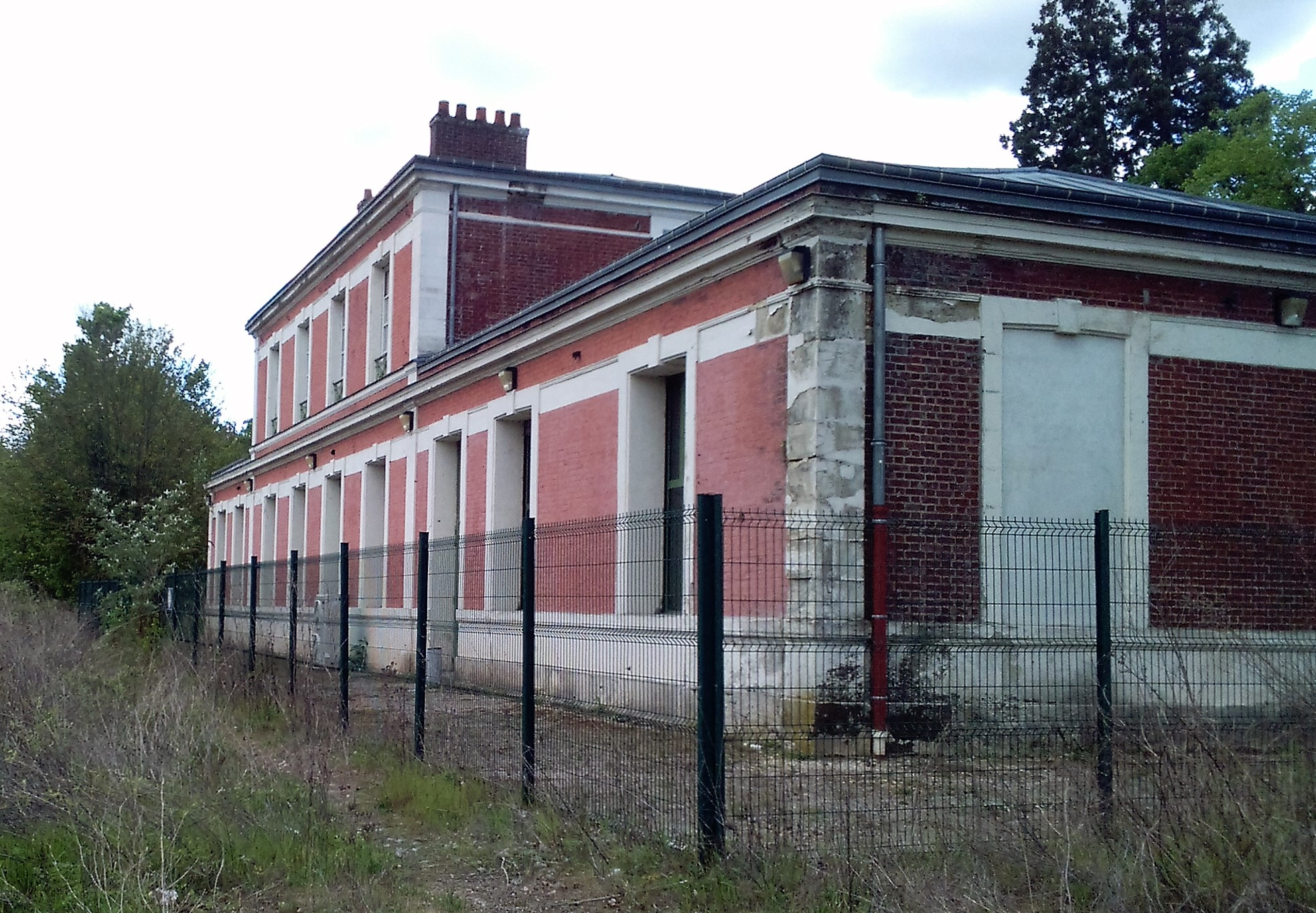
卢维耶火车站旧址

### 公路
法国A154高速公路经过市区东部，通过2号和3号出入口连接市区，此外多条厄尔省省道在卢维耶境内交汇，诺曼底大区下属的城际客运提供往返于鲁昂和埃夫勒的巴士线路，停靠卢维耶市中心。
2017年，70.5%的卢维耶家庭拥有至少一辆的私人汽车。2018年，卢维耶境内共发生各类交通事故28起，造成32人受伤。

### 铁路
卢维耶位于圣乔治莫泰勒－大克维伊铁路上，该铁路在二战后逐渐关闭。距离卢维耶最近的运营中的客运铁路车站为圣皮埃尔迪沃夫赖站，该站是一个无人看守的铁路乘降所，距离卢维耶市区大约7公里，该站停靠往返于巴黎和鲁昂一线的区域列车。

### 航空
距离卢维耶最近的民用航空站为巴黎戴高乐机场，距离卢维耶市中心的公路里程约128公里。

### 城市公共交通
塞纳-厄尔地区城市公共交通（商业名称为）是当地的城市公共交通系统。截至2021年1月，该系统的6条公交线路（1路、2路、B线、C线、V1线和H线）途径卢维耶市区。

## 政治

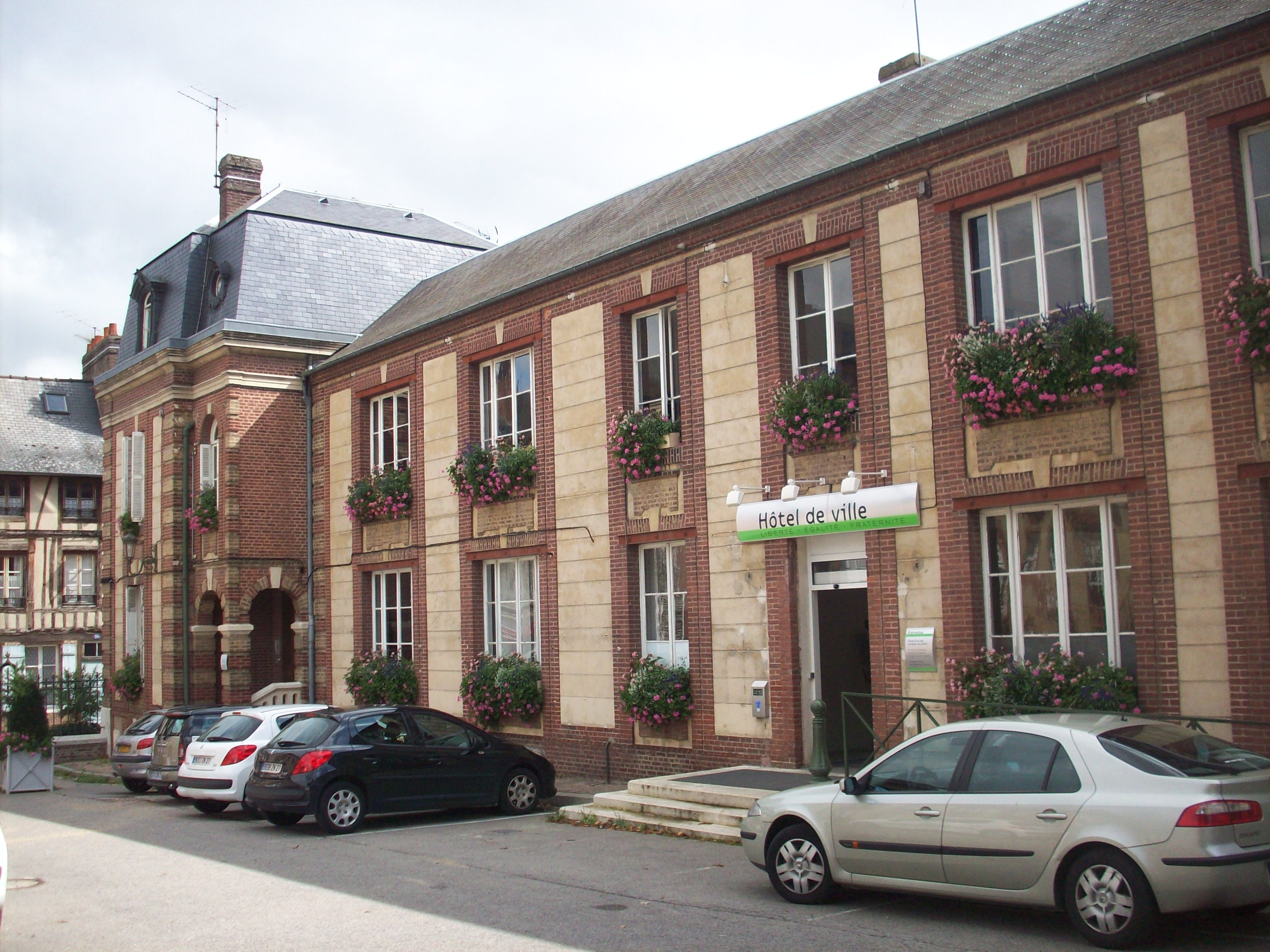
卢维耶市政厅

卢维耶的现任市长为弗朗索瓦·格扎维埃·普里奥洛先生（François-Xavier Priollaud），他是民主运动的一名成员，在2020年的市政选举中获得了52.19%的支持率。
在2017年的法国总统大选中，法国第25任总统埃马纽埃尔·马克龙在卢维耶获得了62.61%的支持率。
| 卢维耶历届市长 |                            |                                          |
| 任期           | 市长                       | 党派                                     |
| 1944年－1947年 | 奥古斯特·弗罗芒坦          | 不详                                     |
| 1947年－1953年 | 马塞尔·马勒布              | RAD激进党                                |
| 1953年－1958年 | 皮埃尔·孟戴斯-弗朗斯       | RAD激进党                                |
| 1958年－1965年 | 安德烈·万瑟洛              | 不详                                     |
| 1965年－1969年 | 埃内斯特·马丁              | PSU联合社会党                            |
| 1969年－1971年 | 雷米·蒙塔涅                | CD法国民主中心                           |
| 1971年－1977年 | 爱德华·梯也尔              | CD法国民主中心                           |
| 1977年－1983年 | 亨利·弗罗芒坦              | DVG左翼无党派人士                        |
| 1983年－1995年 | 奥迪尔·普鲁斯特            | RPR保衛共和聯盟                          |
| 1995年－2014年 | 弗兰克·马丁                | DVG左翼无党派人士 →PRG左派激進黨         |
| 2014年－       | 弗朗索瓦·格扎维埃·普里奥洛 | UDI民主人士和独立人士联盟 →MoDem民主运动 |

## 人口
2017年，卢维耶市镇人口数量为18,648，在法国排名第503位。其中男性8,617人，女性10,031人，75岁及以上人口占8.7%，外籍人口数量为4,402人，人口密度为689人/平方公里，当地居民被称为（男性）或（女性）。2018年，卢维耶境内出生230人，死亡人口204人。
| 年份   | 1936   | 1946  | 1954   | 1962   | 1968   | 1975   | 1982   | 1990   | 1999   | 2006   | 2011   | 2016   | 2018   |
| ------ | ------ | ----- | ------ | ------ | ------ | ------ | ------ | ------ | ------ | ------ | ------ | ------ | ------ |
| 人口數 | 10,239 | 9,624 | 10,746 | 13,160 | 15,326 | 18,333 | 19,000 | 18,658 | 18,328 | 18,259 | 17,697 | 19,180 | 18,348 |

## 经济
卢维耶是一个区域性的中心城市，当地共有各类用人单位2,104家，平均历史为16年，其中99.31%为中小型企业（PME）。（大型零售）、（汽车销售）及（金属加工）是当地2019年营业额最高的三个企业，分别为38,110,076欧元、30,484,932欧元和24,753,488欧元。

## 财政收入
2018年，卢维耶的财政收入总额为24,470,300欧元，财政支出总额为22,208,000欧元，当年的债务总额为33,037,600欧元。
2015年，卢维耶的人均月收入总额为2,563欧元，其中高职人员为4,128欧元，普通职员为1,839欧元。
2017年，卢维耶境内的青壮年（15至64岁）失业率为19.2%，当地42.3%的家庭拥有纳税资格。

## 社会事务

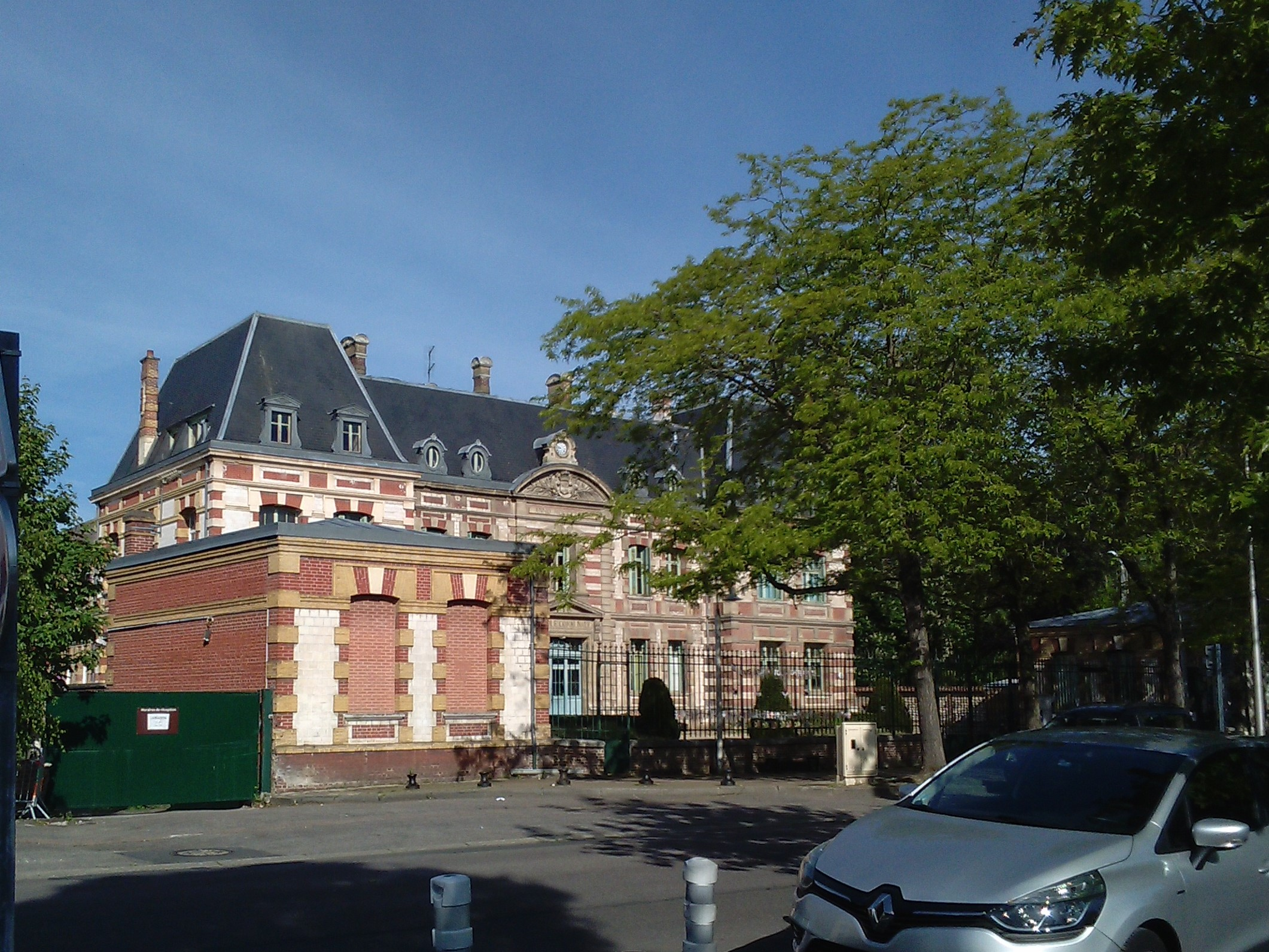
卢维耶市中心的一处学校

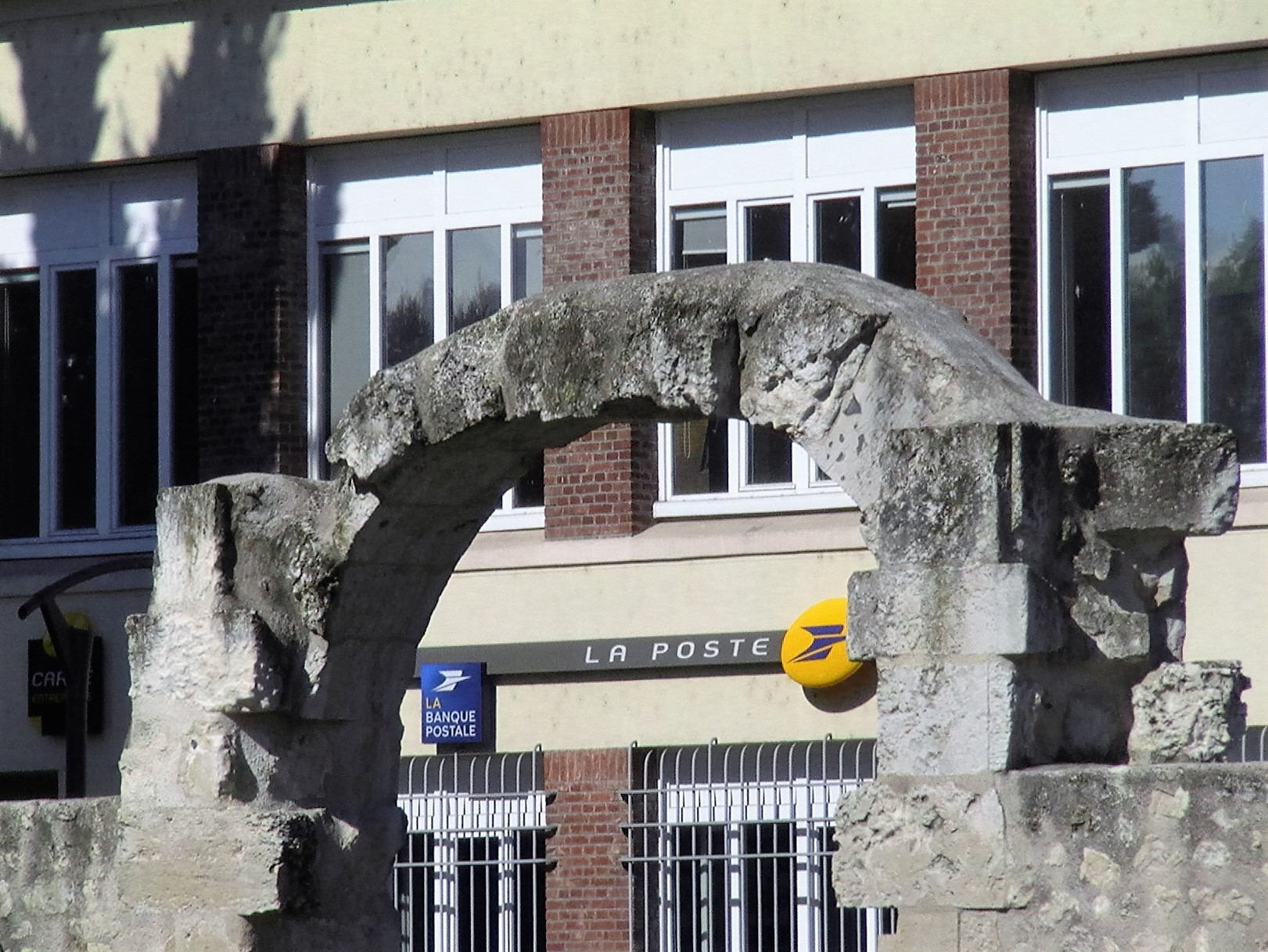
邮局

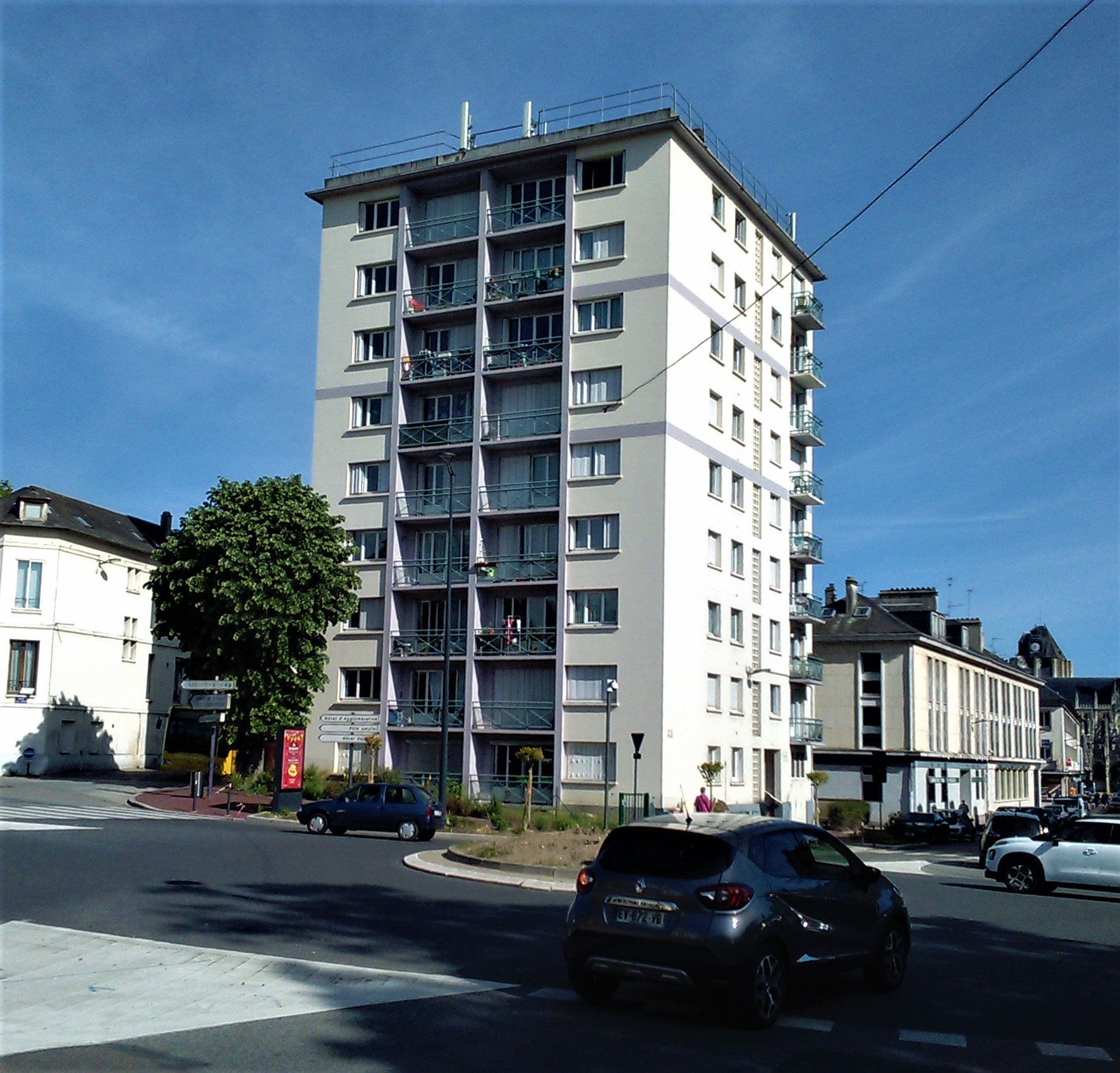
卢维耶的一处高层居民楼

### 教育
卢维耶属于诺曼底学区。截止2019年1月1日，卢维耶境内共有8所幼儿园、8所小学、4所初级中学和2所普通高中。2018至2019学年度，卢维耶境内共有在校中等教育阶段学生3,962名。

### 医疗
截止2019年1月1日，卢维耶境内共有全科医生17名、保健师6名、牙医14名、护士20名、耳科医生1名、眼科医生2名、助产士1名和妇科医生1名。境内共有药房8家、养老院3家、残疾人帮扶中心1家。
卢维耶中心医院，全名为“埃尔伯夫-卢维耶-勒伊谷中心医院”（Centre Hospitalier Intercommunal Elbeuf-Louviers-Val de Reuil），是法国的一个区域性医疗机构，其卢维耶病区设有床位159个，是当地规模最大的公立综合性医院。

### 住房
2017年，卢维耶境内共有各类住房9,184套，其中47.7%为独立式居民区，51.8%为集中式居民区。常住房屋占卢维耶市镇范围内居民建筑总量的47.7%。

### 商业
2018年，卢维耶境内共有各类实体商铺482家，其中餐厅73家、大型超市8家、杂货店11家、面包房13家、肉铺10家、书店9家、银行门店12家、美容美发店35家、汽车维修店26家。市区东南部建有大型开放式商业街区。

### 体育
2019年，卢维耶境内共有1家游泳池、6间体育馆、1座综合体育场、1处马术场、2处足球或橄榄球场以及2处篮球或排球场。
卢维耶境内有两家注册足球队：卢维耶足球俱乐部（Louviers F.C.）和塞纳-厄尔足球俱乐部（Seine-Eure F.C.），2020至2021赛季均参加厄尔省足球联赛。

### 环境
卢维耶的环境事务由其所属的公共社区负责。2018年，卢维耶境内共有8家污染企业。

### 治安
2018年，卢维耶市镇范围内共有1处派出所和1处宪兵队。
2014年，卢维耶及附近地区共发生各类案件2,699起，其中盗窃类案件1,354起，经济类案件550起，毒品交易类案件123起。

## 文化
2019年，卢维耶境内共有1家电影院和1家博物馆，卢维耶博物馆是法国博物馆联盟成员之一。卢维耶市政府提供多媒体中心，向公众全年开放。

### 建筑
卢维耶境内有多处法国国家文物保护单位，其中卢维耶圣母教堂、圣伊莱尔城堡等为当地的代表性建筑物。

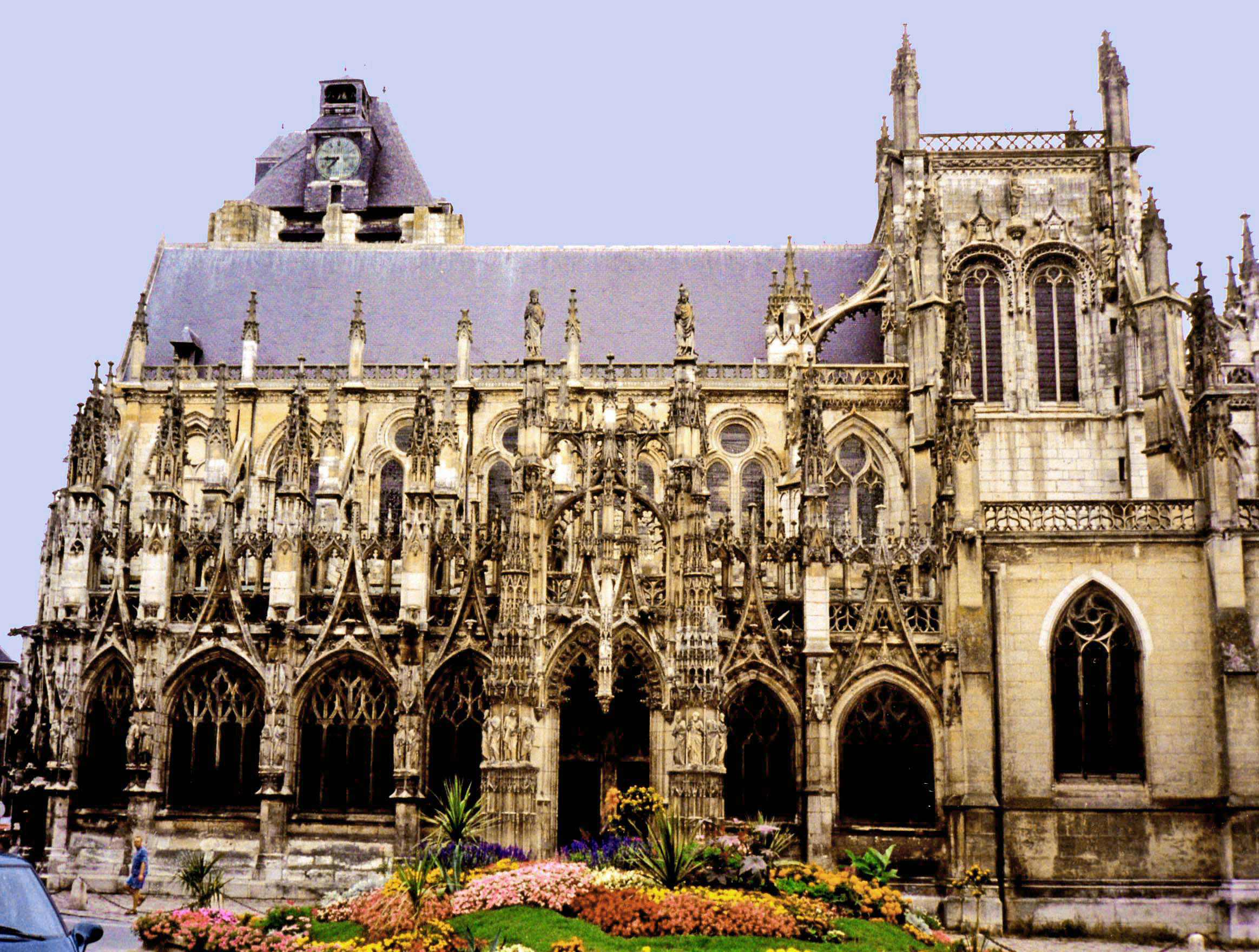
卢维耶圣母教堂（法语：Église Notre-Dame de Louviers）
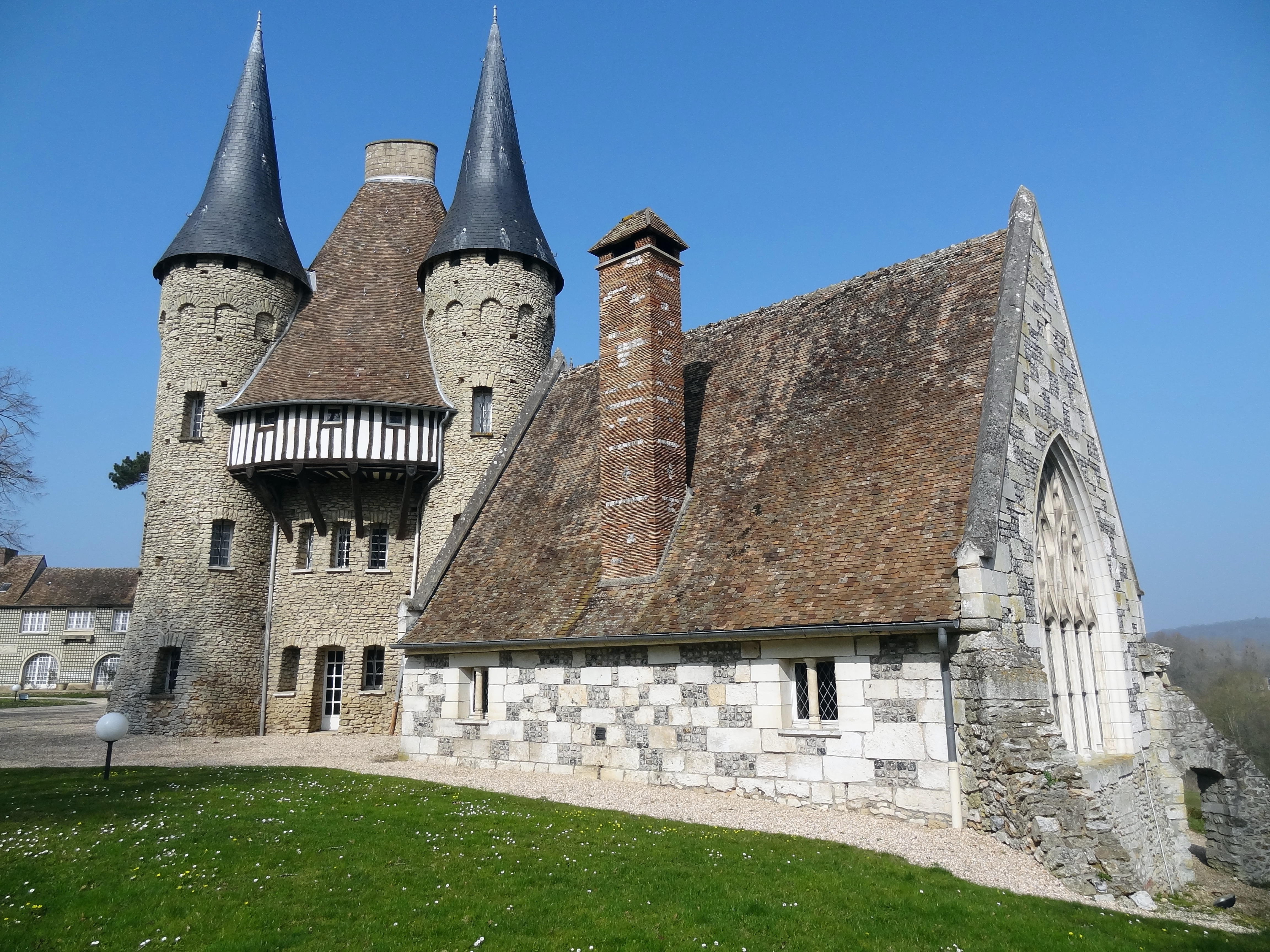
圣伊莱尔城堡（法语：Château Saint-Hilaire (Louviers)）
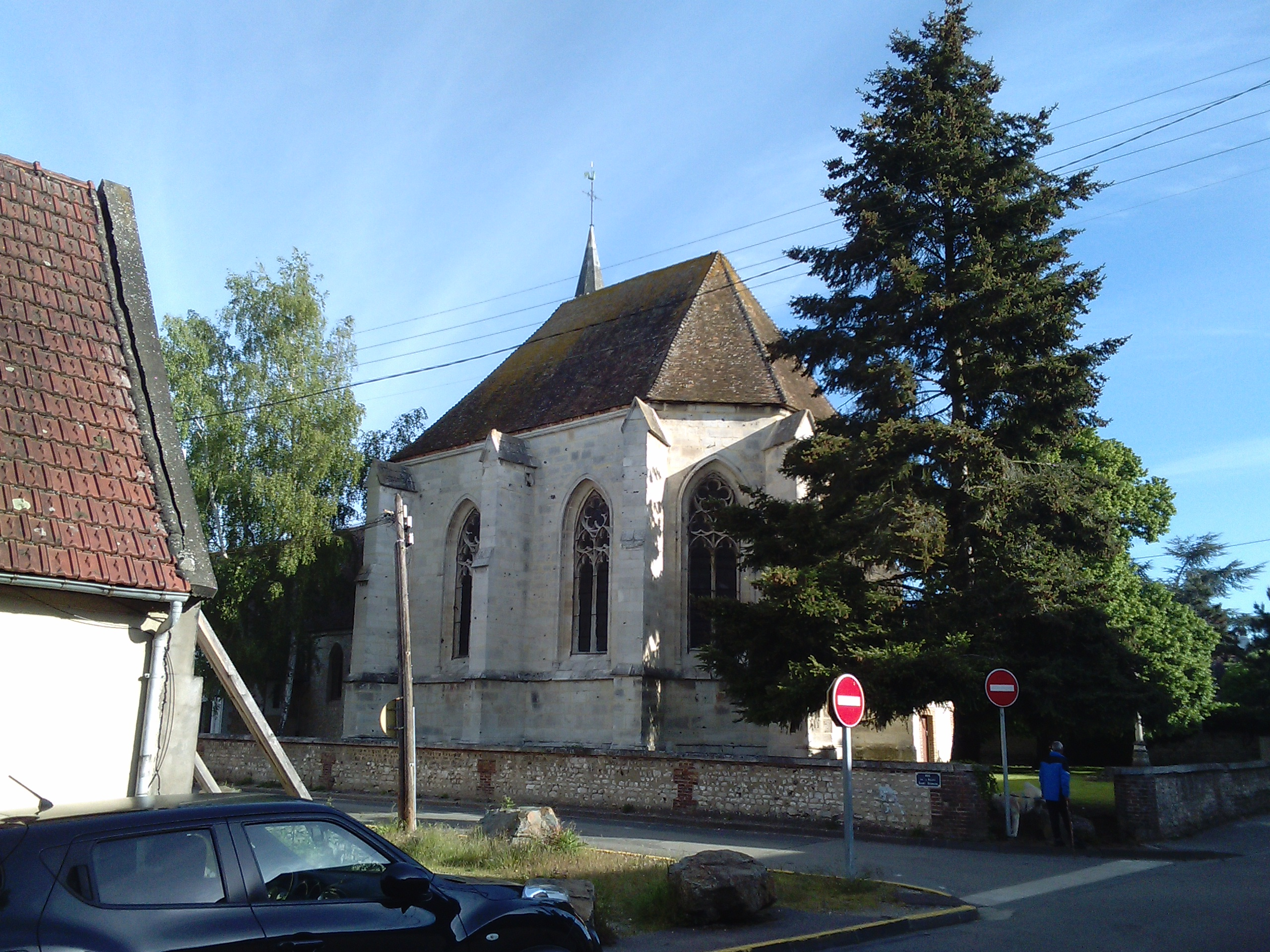
圣日耳曼教堂
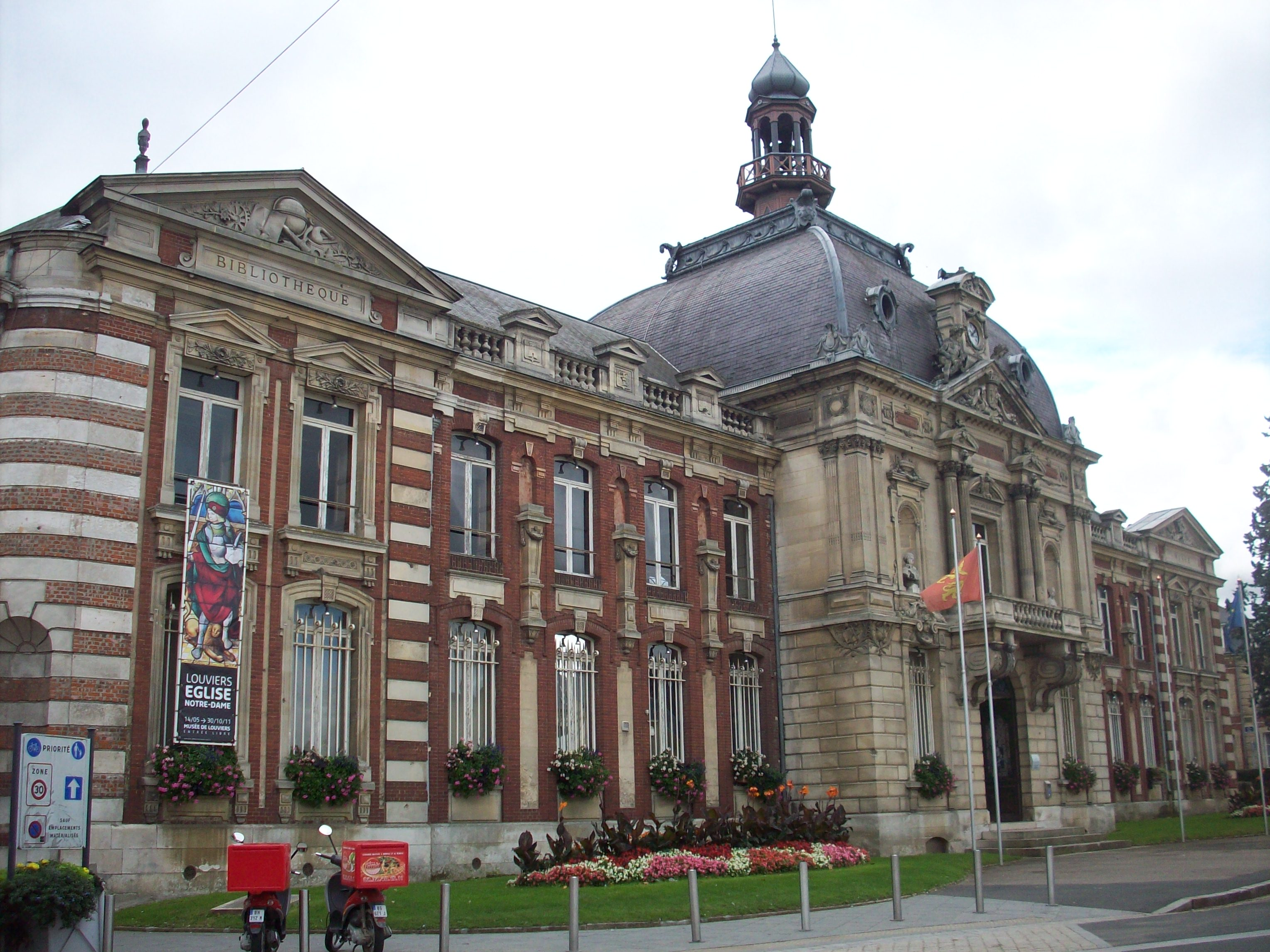
卢维耶博物馆（法语：Musée de Louviers）
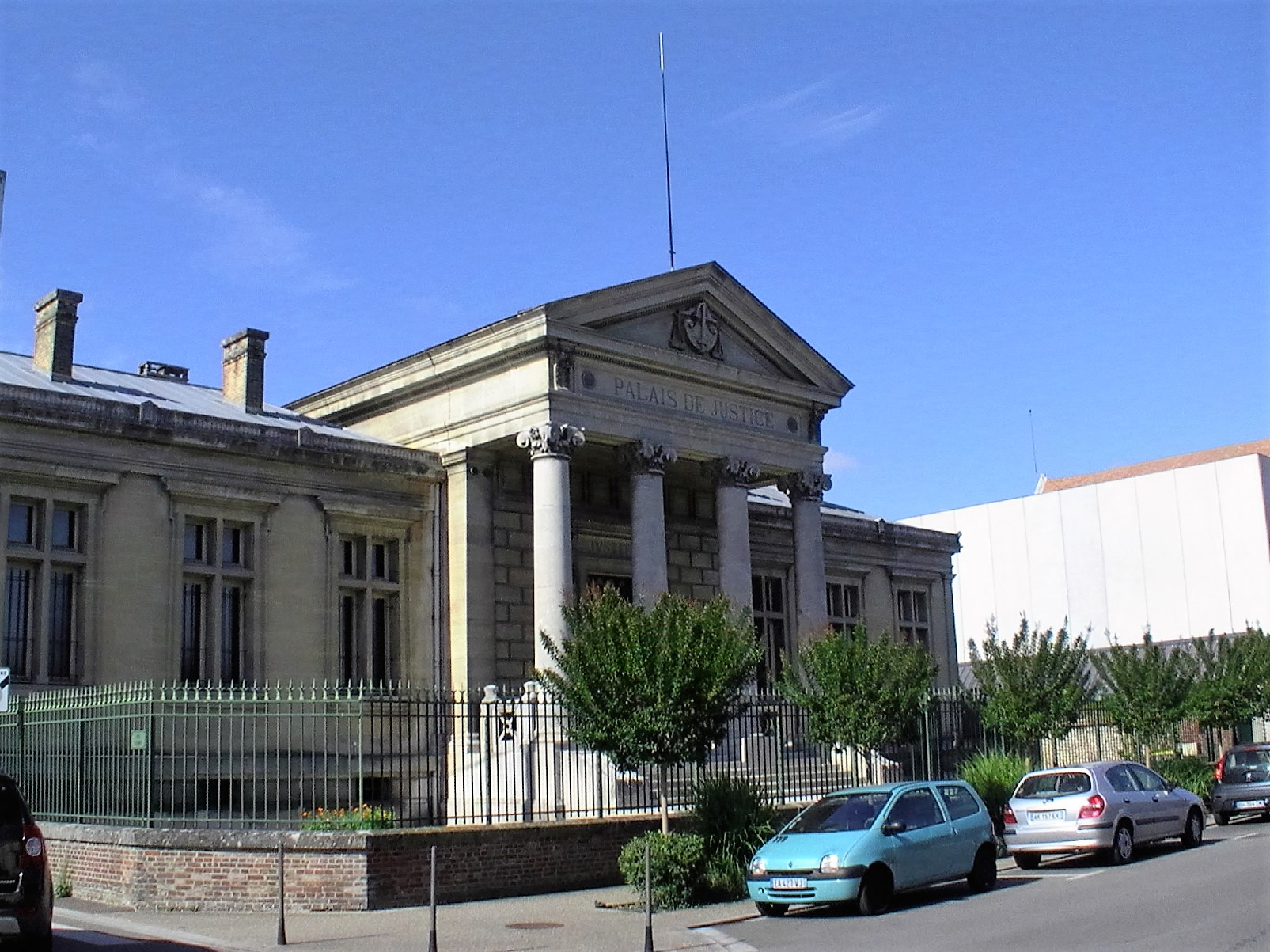
卢维耶法院
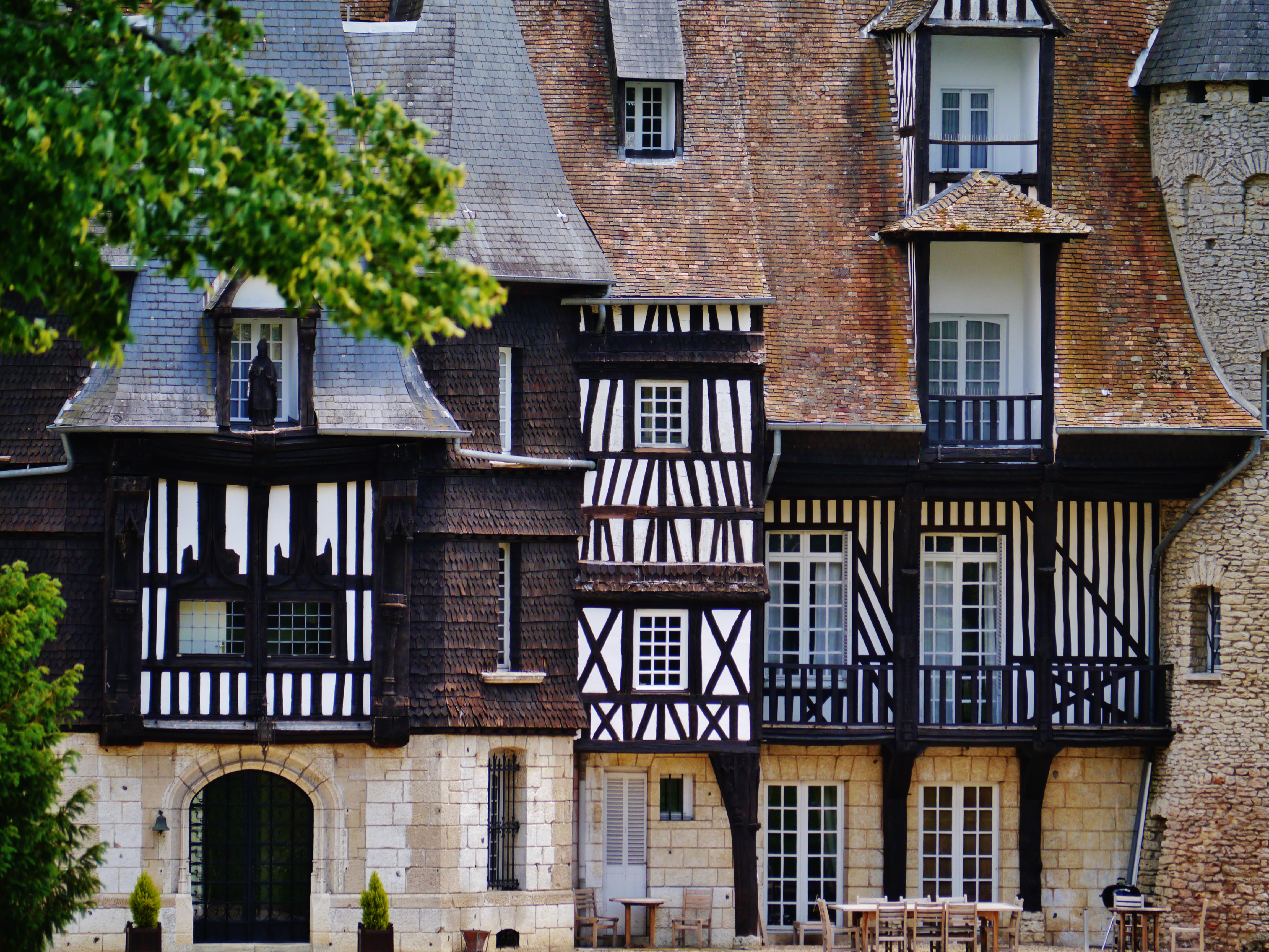
传统建筑

### 旅游
卢维耶的旅游事务由其所属的公共社区负责。2020年，卢维耶境内共有2家宾馆共计53间房间；另有1个露营地，可容纳共92辆露营车。

### 媒体
法国主要的媒体均可在卢维耶接收，法国电视三台下属的诺曼底大区频道在部分时段播出卢维耶所属区域的地方新闻。

## 相关人物
法国作曲家莫里斯·迪吕弗莱、双簧管演奏家乔治·吉莱、导演雷吉斯·鲁安萨尔和棒球运动员若里斯·贝尔出生于卢维耶。

## 友好城市
截至2021年1月，卢维耶共与三座城市互为友好城市关系：
- 德国 霍尔茨维克德
- 義大利 圣维托-代诺尔曼尼
- 尼日尔 蒂米亚（法语：Timia）